# Lutas nos Jogos Olímpicos de Verão de 2024 - Livre até 57 kg masculino
A categoria livre até 57 kg masculino das lutas nos Jogos Olímpicos de Verão de 2024 foi realizada no Grand Palais Éphémère em Paris, França, em 8 e 9 de agosto de 2024. Um total de 16 lutadores, cada um representando um Comitê Olímpico Nacional (CON), participaram do evento.

## Qualificação
Dezesseis vagas de cota estavam disponíveis, com cada CON restrito a no máximo uma vaga. Foram atribuídas cinco vagas no Campeonato Mundial de Luta de 2023, entre 16 e 24 de setembro em Belgrado, na Sérvia. Os finalistas de cada categoria nos quatro torneios de qualificação continentais (Ásia, Europa, Américas e o combinado África e Oceania) também receberam vagas de cota. O restante das vagas foi alocado no Torneio de Qualificação Olímpica de 2024, oferecendo um mínimo de três cotas.

## Calendário
Horário local (UTC+2)
| Data                | Horário | Fase                |
| ------------------- | ------- | ------------------- |
| 8 de agosto de 2024 | 11:30   | Fases eliminatórias |
| 8 de agosto de 2024 | 18:15   | Semifinais          |
| 9 de agosto de 2024 | 11:00   | Repescagem          |
| 9 de agosto de 2024 | 19:30   | Finais              |

## Medalhistas
| Ouro   | JPN Rei Higuchi                          |
| Prata  | USA Spencer Lee                          |
| Bronze | IND Aman Sehrawat UZB Gulomjon Abdullaev |

## Resultados
A competição foi realizada em dois dias até a definição dos medalhistas:
Legenda
- F — Vitória por queda.
- WO — Vitória por w.o.

### Chave principal
|  | Oitavas de final         | Oitavas de final         | Oitavas de final |  |  | Quartas de final       | Quartas de final       | Quartas de final       |   |                 | Semifinais      | Semifinais      | Semifinais |  |  | Final | Final | Final |
|  |                          |                          |                  |  |  |                        |                        |                        |   |                 |                 |                 |            |  |  |       |       |       |
|  | JPN Rei Higuchi          | JPN Rei Higuchi          | WO               |  |  |                        |                        |                        |   |                 |                 |                 |            |  |  |       |       |       |
|  | IRI Alireza Sarlak       | IRI Alireza Sarlak       |                  |  |  | JPN Rei Higuchi        | JPN Rei Higuchi        | 12                     |   |                 |                 |                 |            |  |  |       |       |       |
|  | PUR Darian Cruz          | PUR Darian Cruz          | 4F               |  |  | PUR Darian Cruz        | PUR Darian Cruz        | 2                      |   |                 |                 |                 |            |  |  |       |       |       |
|  | EGY Gamal Mohamed        | EGY Gamal Mohamed        | 1                |  |  |                        |                        |                        |   | JPN Rei Higuchi | JPN Rei Higuchi | 10              |            |  |  |       |       |       |
|  | IND Aman Sehrawat        | IND Aman Sehrawat        | 10               |  |  |                        | IND Aman Sehrawat      | IND Aman Sehrawat      | 0 |                 |                 |                 |            |  |  |       |       |       |
|  | MKD Vladimir Egorov      | MKD Vladimir Egorov      | 0                |  |  | IND Aman Sehrawat      | IND Aman Sehrawat      | 12                     |   |                 |                 |                 |            |  |  |       |       |       |
|  | GBS Diamantino Iuna Fafé | GBS Diamantino Iuna Fafé | 6                |  |  | ALB Zelimkhan Abakarov | ALB Zelimkhan Abakarov | 0                      |   |                 |                 |                 |            |  |  |       |       |       |
|  | ALB Zelimkhan Abakarov   | ALB Zelimkhan Abakarov   | 7                |  |  |                        |                        |                        |   |                 | JPN Rei Higuchi | JPN Rei Higuchi | 4          |  |  |       |       |       |
|  | KAZ Meirambek Kartbay    | KAZ Meirambek Kartbay    | 1                |  |  |                        | USA Spencer Lee        | USA Spencer Lee        | 2 |                 |                 |                 |            |  |  |       |       |       |
|  | KGZ Bekzat Almaz Uulu    | KGZ Bekzat Almaz Uulu    | 4                |  |  | KGZ Bekzat Almaz Uulu  | KGZ Bekzat Almaz Uulu  | 2                      |   |                 |                 |                 |            |  |  |       |       |       |
|  | USA Spencer Lee          | USA Spencer Lee          | 3                |  |  | USA Spencer Lee        | USA Spencer Lee        | 12                     |   |                 |                 |                 |            |  |  |       |       |       |
|  | CHN Zou Wanhao           | CHN Zou Wanhao           | 2                |  |  |                        |                        |                        |   | USA Spencer Lee | USA Spencer Lee | 14              |            |  |  |       |       |       |
|  | UZB Gulomjon Abdullaev   | UZB Gulomjon Abdullaev   | 11               |  |  |                        | UZB Gulomjon Abdullaev | UZB Gulomjon Abdullaev | 4 |                 |                 |                 |            |  |  |       |       |       |
|  | AZE Aliabbas Rzazade     | AZE Aliabbas Rzazade     | 4                |  |  | UZB Gulomjon Abdullaev | UZB Gulomjon Abdullaev | 12                     |   |                 |                 |                 |            |  |  |       |       |       |
|  | MEX Roman Bravo-Young    | MEX Roman Bravo-Young    | 3                |  |  | ARM Arsen Harutyunyan  | ARM Arsen Harutyunyan  | 5                      |   |                 |                 |                 |            |  |  |       |       |       |
|  | ARM Arsen Harutyunyan    | ARM Arsen Harutyunyan    | 13               |  |  |                        |                        |                        |   |                 |                 |                 |            |  |  |       |       |       |

### Repescagem
|  | Repescagem            | Repescagem            | Repescagem |  | Disputa pelo bronze    | Disputa pelo bronze    | Disputa pelo bronze |  |  |  |  |
|  |                       |                       |            |  |                        |                        |                     |  |  |  |  |
|  | IRI Alireza Sarlak    | IRI Alireza Sarlak    |            |  | PUR Darian Cruz        | PUR Darian Cruz        | 5                   |  |  |  |  |
|  | PUR Darian Cruz       | PUR Darian Cruz       | WO         |  | IND Aman Sehrawat      | IND Aman Sehrawat      | 13                  |  |  |  |  |
|  |                       |                       |            |  |                        |                        |                     |  |  |  |  |
|  | CHN Zou Wanhao        | CHN Zou Wanhao        | 4          |  | KGZ Bekzat Almaz Uulu  | KGZ Bekzat Almaz Uulu  | 1                   |  |  |  |  |
|  | KGZ Bekzat Almaz Uulu | KGZ Bekzat Almaz Uulu | 7F         |  | UZB Gulomjon Abdullaev | UZB Gulomjon Abdullaev | 5                   |  |  |  |  |